# Edward Wortley Montagu (Reisender)

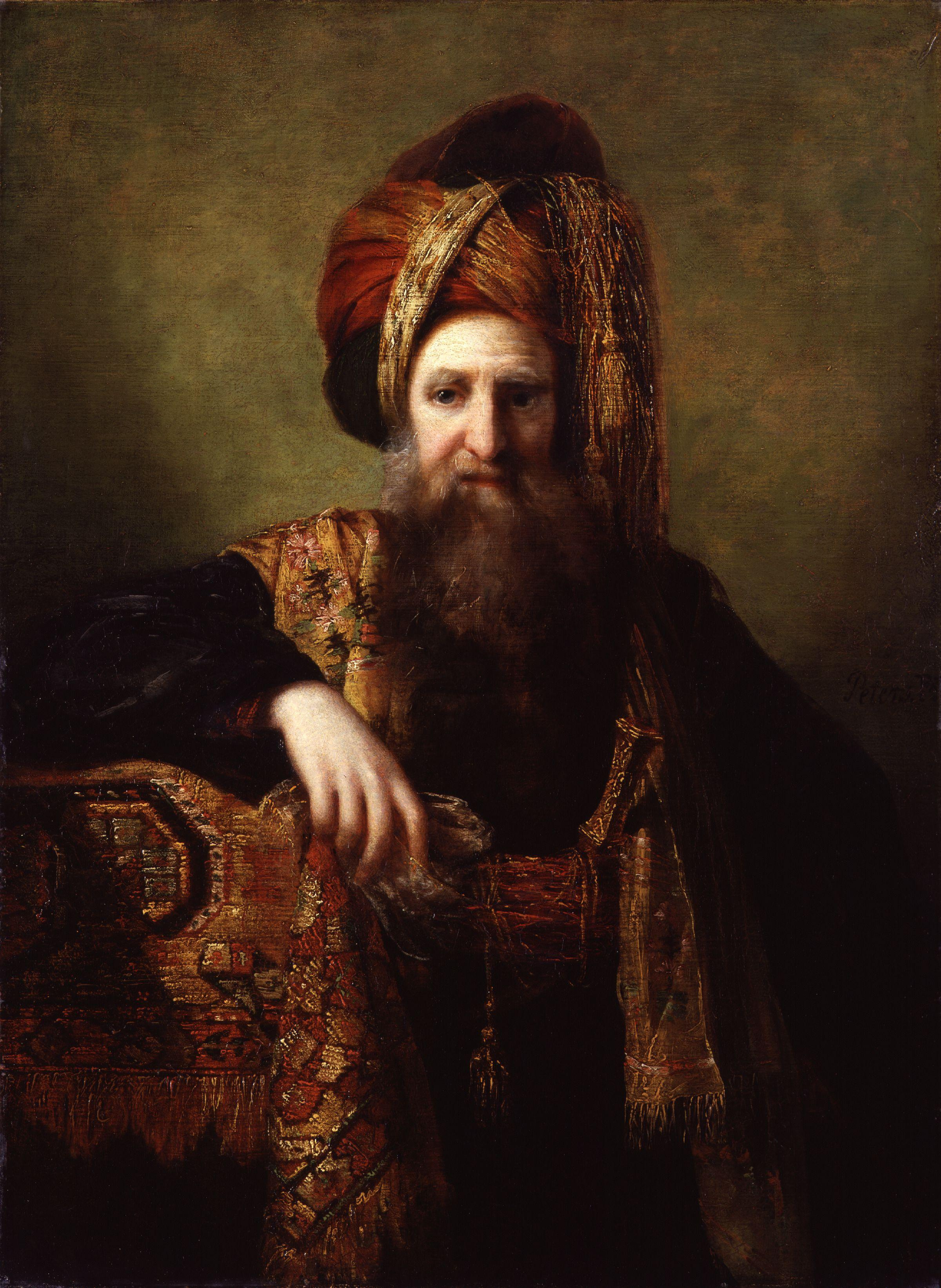
Edward Wortley Montagu(Porträt von Matthew William Peters, 1775)

Seltene Karte des Golfs von Ambrakia, Preveza und Lefkas, gezeichnet und veröffentlicht von Edward Wortley Montagu, um 1760

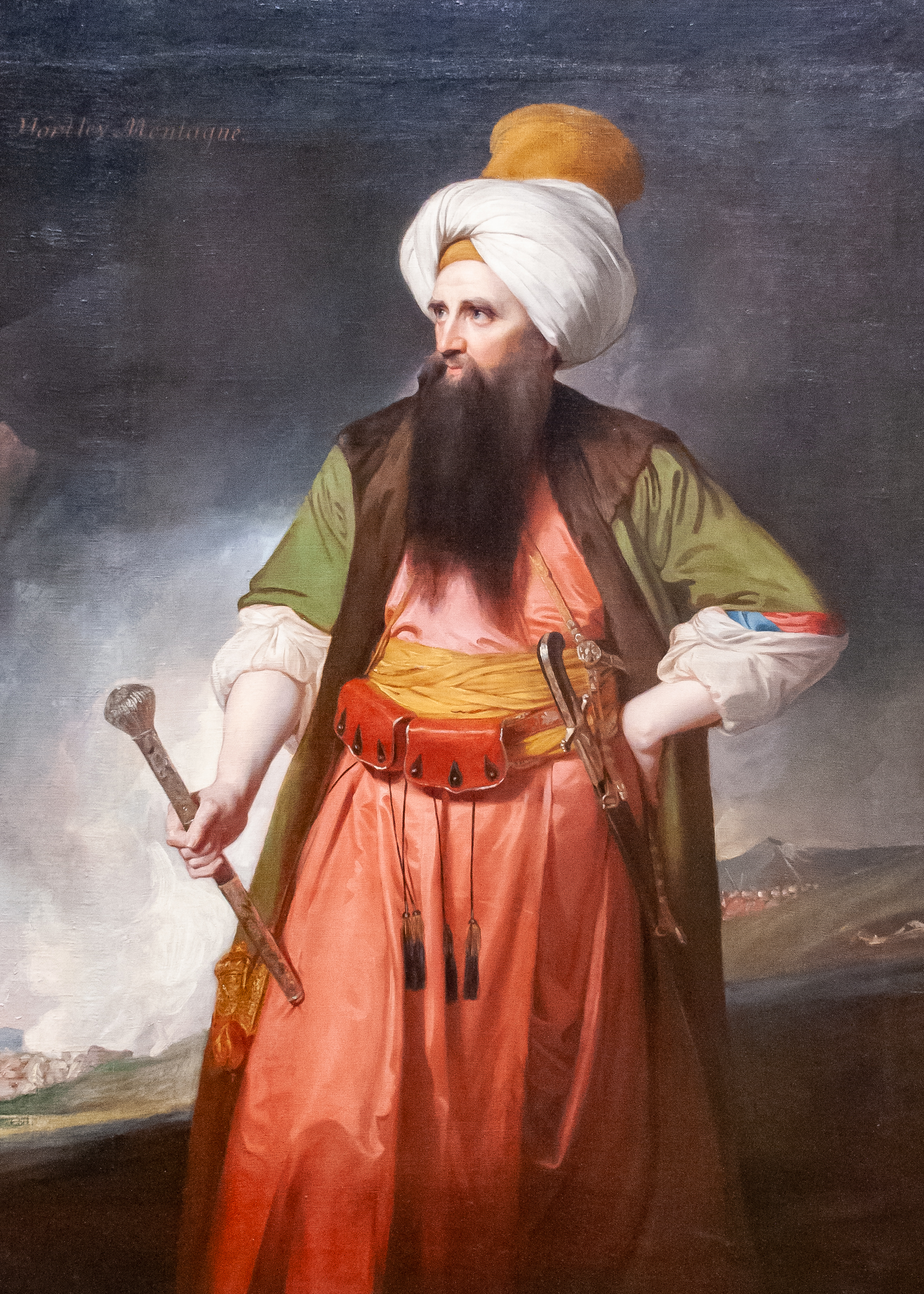
Montagu in orientalischer Kleidung, Porträt von George Romney

Edward Wortley Montague (geb. 1713; gest. 1776) war ein britischer Schriftsteller, Orientalist, Reisender, Abgeordneter und Abenteurer, eine schillernde Persönlichkeit von teils zweifelhaftem Ruf. In der Buchreihe The Rogues Gallery (Die Schurkengalerie) bildet seine Biographie den ersten Band.

## Leben
Edward Wortley Montague wurde 1713 als Sohn des wohlhabenden britischen Botschafters im Osmanischen Reich Edward Wortley Montagu und der berühmten Lady Mary Wortley Montagu geboren. Er studierte orientalische Sprachen an der Universität Leiden, was sich offenbar während der Friedensverhandlungen in Aachen, die 1748 den Österreichischen Erbfolgekrieg beendeten, als nützlich erwies.
In seinem 1759 veröffentlichten Buch Reflections on the Rise and Fall of the Ancient Republics. Adapted to the Present State of Great Britain (Betrachtungen über den Aufstieg und Fall der antiken Republiken. Angepasst an den gegenwärtigen Zustand Großbritanniens) werden von ihm die antiken Gesellschaften Spartas, Athens, Thebens, Karthagos und Roms beschrieben.
Die Biographie von Jonathan Curling schildert ihn als 'a rogue, a vagabond, constantly in trouble and an associate of dubious characters' („ein Schurke, ein Vagabund, ständig in Schwierigkeiten und ein Gefährte zweifelhafter Charaktere“), der wegen zahlreicher Verbrechen wie Betrug, Verführung und sogar Nekromantie verhaftet wurde.
In Ägypten erwarb Wortley Montague ein nach ihm benanntes Manuskript von Tausendundeine Nacht, das einige in anderen Manuskripten nicht vorhandene Geschichten enthält. Das Manuskript soll der Ägypter ʿUmar as-Safatī 1764 in Rosetta verfasst haben. Heute wird es in der Bodleian Library in Oxford aufbewahrt.
Seine Biographie ist auch in den Literary Anecdotes of the Eighteenth Century (Literarische Anekdoten des 18. Jahrhunderts) von John Nichols (1745–1826) enthalten.

## Werke
- Reflections on the Rise and Fall of the Ancient Republicks. Adapted to the Present State of Great Britain.  London 1759 (Digitalisat)
  - frz. Übers. (zuerst 1769); schwed. Übers. (1769)
- The Autobiography of Edward Wortley Montagu (Digitalisat)